# Super-CCD-Sensor

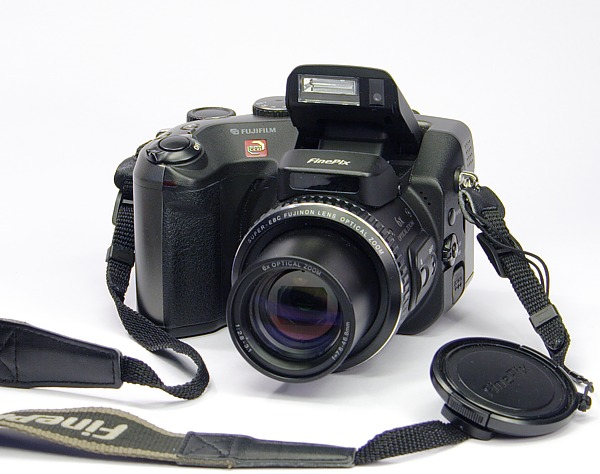
FujiFilm-S602z-Kamera mit SuperCCD-Sensor

Der Super-CCD-Sensor (SCCD) ist ein lichtempfindlicher Chip für Digitalkameras. Es handelt sich dabei um eine stetige Weiterentwicklung des CCD-Sensors von Fujifilm seit dem Jahr 2000, die durch eine wabenförmige Anordnung der Sensorzellen (Drehung der Zellen um 45 Grad) gekennzeichnet ist. SCCD-Sensoren kann man in die Typen HR und SR unterscheiden, wobei SCCD SR einen höheren Dynamikumfang aufweist.
Fujifilm setzte Super-CCD-Sensoren jahrelang in seinen gehobenen Digitalkameramodellen ein. Im Laufe der 2010er-Jahre ist der Hersteller zu CMOS-Sensoren übergegangen, deren Zellenanordnung ebenfalls gegenüber dem Standard modifiziert wird (siehe etwa Fujifilm-X-Trans-Sensor).

## Sensortechnik
Die gewählte 45-Grad-Anordnung führt zu einem geringeren Abstand zwischen den Sensorelementen in horizontaler und vertikaler Richtung. Durch die achteckige Bauform der Pixel wurde die lichtempfindliche Oberfläche vergrößert. Dadurch ergibt sich sowohl eine deutlich höhere Lichtempfindlichkeit als auch eine verbesserte Abbildungsqualität von Bildelementen, die waagrecht bzw. senkrecht im Bildmotiv platziert sind.
Durch eine Interpolation werden die Bildsignale des Super-CCD-Sensors wieder in das rechteckige Format der Bilddatei umgewandelt, wobei sich dadurch je nach Variante des Sensors rechnerisch 30 bis 50 Prozent mehr Pixel ergeben, als es der physikalischen Auflösung des Super-CCD entspräche. Außerdem erzielt man eine besonders hohe Lichtempfindlichkeit, ohne dass sich das Bildrauschen bei höheren Empfindlichkeiten so stark wie bei herkömmlichen CCD-Sensoren verschlechtert.
Weiterhin kommen auf zahlreichen Varianten dieser Sensor-Kategorie Mikrolinsen zum Einsatz, was ebenfalls die Lichtausbeute erhöht und das Rauschen reduziert.

## Dynamikerweiterung

Chronologische Gegenüberstellung verschiedener Pixel-Geometrien

Neuere SCCD-Sensoren (SCCD SR genannt) haben für jeden Bildpunkt ein lichtempfindliches Element mit hoher Empfindlichkeit (große lichtempfindliche Fläche, S-Pixel) und ein weniger empfindliches (kleine Fläche, R-Pixel), das höhere Lichtintensitäten verarbeiten kann. Dieser zeichnet bei der Aufnahme ein zweites, unterbelichtetes Bild auf, welches mit dem ersten verrechnet wird. Dadurch wird der Dynamikbereich (Belichtungsspielraum) erweitert.
Seit 2008 fertigt Fuji den SuperCCD-EXR-Sensor, der durch eine andere Anordnung der Bayer-Matrix (Farbfilter) die optionale paarweise Zusammenschaltung von benachbarten „gleichfarbigen“ Sensorpixeln ermöglicht und damit je nach Ansteuerung das Bildrauschen reduzieren, die Auflösung optimieren oder den nutzbaren Dynamikumfang erweitern kann.

## Farbversion
Die Farbinformation wird beim SCCD-Sensor so wie bei den meisten Digitalkameras  nach dem Prinzip der Bayer-Matrix von Farbfiltern erfasst, die Anordnung der Farbfilter ist dabei aber gegenüber der herkömmlichen Bayer-Matrix teilweise modifiziert.

## Auflösungsbewertung
Aus der Funktionsweise ergeben sich Schwierigkeiten beim Vergleichen der effektiven Auflösung mit CCD- oder CMOS-Kameras; Fuji gibt beispielsweise für die FinePix 4700 Zoom eine Sensorauflösung von 2,4 Megapixeln sowie eine Bildauflösung von 4,3 Megapixeln an. Der praktische Wert der Vergrößerung der Auflösung ist daher umstritten; erfahrungsgemäß kann man mit einer Bildqualität rechnen, die im Bereich herkömmlicher Kameras zwischen der tatsächlichen und interpolierten Auflösung liegt, im Falle der Finepix 4700 Zoom also etwa auf dem Niveau einer 3-Megapixel-Kamera.

## Lichtempfindlichkeit
Die Entwicklung des Sensors konzentriert sich vor allem auf höhere Lichtempfindlichkeit. Kameras der Finepix-Serie sollen auch noch bei sehr hohen Belichtungsindizes rauschärmere Bilder liefern können als gleich große herkömmliche CCD-Chips (Stand Januar 2007: ISO 3200). An die Leistung größerer CMOS-Sensoren in den aktuellen, wesentlich teureren Spiegelreflex- und Systemkameras kommen aber auch sie nicht heran.